# جهاز الخدمات العامة للقوات المسلحة (مصر)
جهاز الخدمات العامة للقوات المسلحة هو أحد أجهزة القوات المسلحة المصرية، والذي تم تسميته طبقا لقرار رئيس الجمهورية رقم 195 لسنة 1981، خلفًا للمنشأة الاقتصادية للقوات الملكية المصرية التي أنشأها الملك فاروق الأول في 1951، بهدف تحقيق الاكتفاء الذاتي للقوات المسلحة في مختلف المجالات، ويقدم العديد من الخدمات المدنية، عن طريق المجمعات الخدمية والمولات التجارية ومنافذ البيع والفروع التابعة له التي يطرح من خلالها السلع المعمرة والاستهلاكية للمواطنين بأسعار مخفضة.

## التاريخ والتشريعات المنظمة
يعود تاريخ إنشاء الجهاز إلى العهد الملكي سنة 1951 طبقاً للتشريعات التالية:
- قانون رقم 63 لسنة 1951 في شأن إنشاء «المنشأة الاقتصادية لقوات جلالة الملك البرية والبحرية والجوية» بهدف إنشاء إستثمار خاص للجيش المصري يقلل من أضرار المجهود الحربي على الإقتصاد الوطني المصري خصوصا بعد حرب فلسطين.[5]
- قانون رقم 20 لسنة 1957 بتحويل المنشأة إلى «المؤسسة الاقتصادية للقوات المسلحة»،[6]
  - التعديلات:
    - قانون رقم 138 لسنة 1957[7]
- قرار رئيس الجمهورية رقم 1119 لسنة 1964 والذي تغير بموجبه اسم المؤسسة إلى «المؤسسة العامة الاقتصادية للقوات المسلحة».[8]
- قرار رئيس الجمهورية رقم 195 لسنة 1981 بإنشاء «جهاز الخدمات العامة» بوزارة الدفاع وهو المسمى الحالي للجهاز.[9]

## الشركات التابعة
- مجمع الصناعات الغذائية والتعبئة للقوات المسلحة - فيبكو

## فروع الجهاز
تقدم فروع ومجمعات ومولات ومنافذ بيع الجهاز الخدمات والاحتياجات الأساسية للمواطنين من أبناء القوات المسلحة وأسرهم والمدنيين على السواء من كافة المواد والسلع الغذائية واللحوم والدواجن وغيرها من منتجات القوات المسلحة والقطاع المدني بجودة عالية وأسعار تقل عن مثيلاتها بالسوق المحلي، فضلاً عن الأثاث المنزلي والمفروشات والأجهزة الكهربائية والسلع المعمرة، تحت أسماء جهاز الخدمات العامة ق.م، صن مول ، صن ماركت  بمختلف محافظات مصر
| - صن ماركت أكتوبر - ميدان الحلمية، القاهرة - صن مول الميثاق - مدينة نصر، القاهرة - صن ماركت بدر - مدينة السلام، السويس - صن مول التوفيق - مدينة نصر، القاهرة - صن مول الكلية الحربية - القاهرة - صن مول القيادة الإستراتيجية - العاصمة الإدارية - صن مول العباسية - القاهرة - صن مول مصر الجديدة - القاهرة | - صن مول العصافرة - الإسكندرية - صن ماركت محطة الرمل - الإسكندرية - صن ماركت مصطفى كامل - الإسكندرية - صن مول 26 يوليو - الإسكندرية - صن مول أبو قير - الإسكندرية - صن ماركت برج العرب الجديدة - الإسكندرية - صن ماركت العلمين الجديدة - مطروح | - مجمع خدمات القوات المسلحة - السويس - مجمع خدمات القوات المسلحة - الإسماعيلية - مجمع خدمات القوات المسلحة (صن ماركت) بورسعيد - صن مول بورسعيد - ضمن المستشفي العسكري ببورسعيد | - مجمع خدمات القوات المسلحة - الزقازيق - مجمع خدمات القوات المسلحة - العريش - مجمع خدمات القوات المسلحة - أسيوط - مجمع خدمات القوات المسلحة - المنيا - مجمع خدمات القوات المسلحة - أسوان - مجمع خدمات القوات المسلحة - أسوان الجديدة |

## رؤساء الجهاز
- لواء / حسن رأفت [11]
- لواء / صبري عبد اللطيف.[12]
- لواء / عبد المرضي عبد السلام.[13]
- لواء / صلاح الدين حلمي.[14]
- لواء / محمد علي مصيلحي الشيخ.[15]
- لواء / سمير حنا.[16]